# Elaphoidella amabilis
Elaphoidella amabilis är en kräftdjursart som beskrevs av Ishida in Reid och Ishida 1993. Elaphoidella amabilis ingår i släktet Elaphoidella och familjen Canthocamptidae. IUCN kategoriserar arten globalt som sårbar. Inga underarter finns listade i Catalogue of Life.